# Villars-Bramard
Villars-Bramard (toponimo francese) è una frazione di 116 abitanti del comune svizzero di Valbroye, nel Canton Vaud (distretto della Broye-Vully).

## Storia

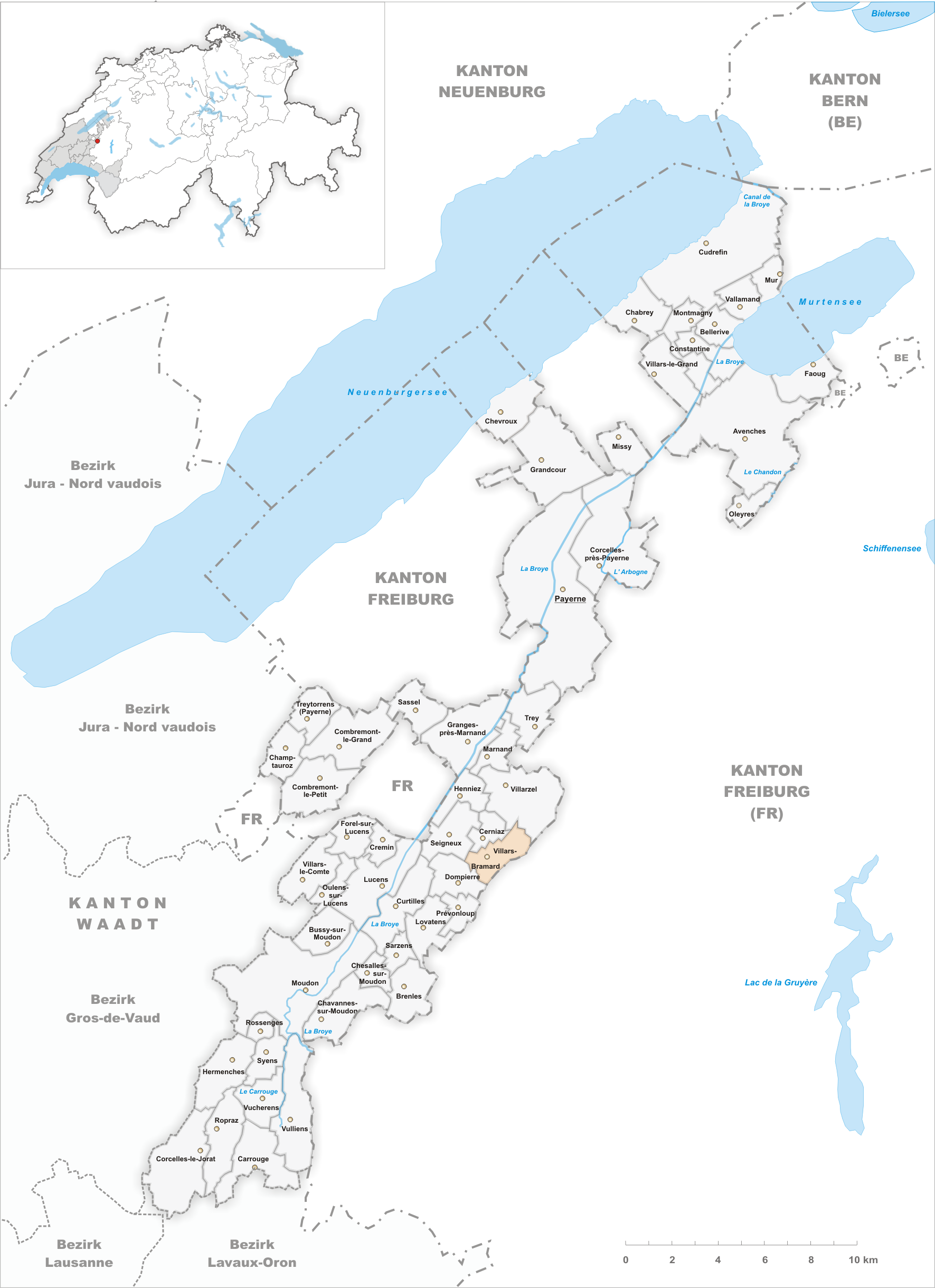
Il territorio del comune di Villars-Bramard prima degli accorpamenti comunali del 2011

Già comune autonomo che si estendeva per 3,20 km², nel 2011 è stato accorpato agli altri comuni soppressi di Cerniaz, Combremont-le-Grand, Combremont-le-Petit, Granges-près-Marnand, Marnand, Sassel e Seigneux per formare il nuovo comune di Valbroye.

### Simboli
Il comune ha adottato lo stemma nel 1928. L'Agnus Dei simboleggia l'antica cappella dedicata a Giovanni Battista. Gli smalti rosso e argento si riferiscono anche alla diocesi e al capitolo della cattedrale di Losanna.

## Monumenti e luoghi d'interesse
- Cappella di San Giovanni Battista, attestata dal 1453[1].

## Società

### Evoluzione demografica
L'evoluzione demografica è riportata nella seguente tabella:
Abitanti censiti

## Amministrazione
Ogni famiglia originaria del luogo fa parte del cosiddetto comune patriziale e ha la responsabilità della manutenzione di ogni bene ricadente all'interno dei confini della frazione.